# Van der Decken-tokó
A Van der Decken-tokó vagy mongúztokó (Tockus deckeni) a madarak osztályának a szarvascsőrűmadár-alakúak (Bucerotiformes) rendjéhez, ezen belül a szarvascsőrűmadár-félék (Bucerotidae) családjához tartozó faj.
Nevét báró Karl Klaus von der Decken (1833-1865) német természettudós tiszteletére kapta.
A Jackson-tokó (Tockus jacksoni) közeli rokon faja, olykor egybe is vonják őket egyetlen fajba.

## Előfordulása
Kelet-Afrikában a honos. Elsősorban a Nagy-afrikai hasadékvölgytől keletre eső területeken gyakori, ahol Etiópiától délre egészen Tanzániáig előfordul.
Fás szavannák és bozótosok lakója.

## Alfajai
- Tockus deckeni deckeni – (Cabanis, 1869)
- Tockus deckeni jacksoni – (Ogilvie-Grant, 1891)

## Megjelenése
A Van der Decken-tokó egy viszonylag kis termetű tokó faj, amely hasonlít a valamivel nagyobb piroscsőrű tokóra (Tockus erythrorhynchus) Vékony ívelt csőre van, mely a hímnél piros és krémszínű, a tojónál fekete. Ezt leszámítva a két ivar megjelenése azonos. Feje és testének alja fehér, testének felső fele és hosszú farka fekete.
|  |  |

## Életmódja
Párban, vagy kisebb csapatban keresgéli elsősorban rovarokból álló táplálékát. Olykor gyümölcsöket és magvakat is fogyaszt. Főleg a talajon keresi a táplálékot.
|  |

## Szaporodása
A hím a tojót sárral befalazza egy odúba a fiókák kiköltése idejére és ezen keresztül táplálja őket. Hogy az üreg tiszta maradhasson a tojó, majd később a fiókák is az odú száján át ürítenek.
Fészekalja 2-3 tojásból áll, melyen a tojó kotlik 23-25 napig. A fiókák kirepülési ideje, még 39-50 nap. Miután a fiatal madarak már nem férnek el anyjukkal az üregben, a tojó áttöri az odút lezáró falat és távozik. A fiókák a szülők segítségével újból elzárják a bejáratot. Ezután a két szülő együtt eteti tovább a fiatal madarakat, melyek csak röpképességük elérésekor hagyják el az odút.

## Fordítás
- Ez a szócikk részben vagy egészben  a   Decken-Toko című német Wikipédia-szócikk ezen változatának fordításán alapul.  Az eredeti cikk szerkesztőit annak laptörténete sorolja fel. Ez a jelzés csupán a megfogalmazás eredetét és a szerzői jogokat jelzi, nem szolgál a cikkben szereplő információk forrásmegjelöléseként.

## Külső hivatkozás
- Képek az interneten a fajról
- Ibc.lynxeds.com - videó a fajról